# Martti Ketelä
Martti Ketelä (n. 24 octombrie 1944, Kotka, Marele Principat al Finlandei, Imperiul Rus – d. 26 iunie 2002, Helsingfors, Finlanda) a fost un sportiv ce a reprezentat Finlanda, medaliat olimpic. A participat la 2 ediții ale Jocurilor Olimpice (1968, 1972) în care a câștigat o medalie de bronz.